# الشباب الهيغليين

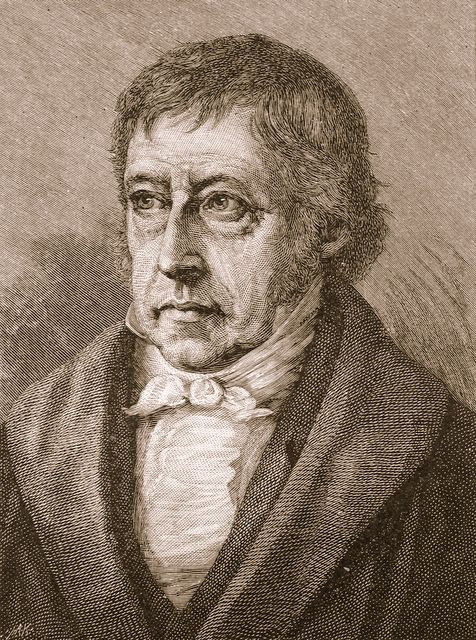

الهيجليين الشباب هم اتباع الفيلسوف الألماني الشهير غيورغ فيلهلم فريدريش هيغل صاحب كتاب "فينومينولوجيا الروح"، وبعد موته سينقسم اتباعه إلى فئتين، هيجلي اليسار: مثل كارل ماركس وفيورباخ وهم من سينتقد تصورات هيجل المثالية وينحون بفلسفته منحا مادي تماما كما قلب ماركس الجدلية المثالية إلى جدلية مادية أما الهيجليون اليمين فابقوا على الكثير من افكار هيجل المثالية.